# Celestún
Celestún – gmina i miasteczko rybackie o tej samej nazwie w północno-zachodniej części półwyspu Jukatan, w stanie Jukatan (hiszp. Yucatán). Gmina rozciąga się wzdłuż Zatoki Meksykańskiej, a odległa jest o ok. 100 km drogowych na południowy zachód od stolicy stanu Méridy, i o ponad 120 km od jego głównego portu Progreso. 
Miasteczko i gmina liczą 6 tys. stałych mieszkańców, a ich liczba wzrasta do 10 tys. w okresie połowów ośmiornic. Wokół rozciąga się rezerwat biosfery Ría Celestún słynący ze stad flamingów. Tutejsze plaże są miejscem lęgowym żółwi morskich. Miejscowe warunki naturalne, bogactwo fauny i flory (m.in. nietrudno dostępne mangrowy), sprzyjają rozwojowi ekoturystyki.

## Historia
O początkach osady w czasach przedkolumbijskich nie ma żadnych pewnych danych ponad to, że trudniono się tu połowem i sprzedażą owoców morza, a ten teren podlegał sprawowanej przez Majów jurysdykcji Ah-Canul. Pierwszą pewną datą jest założenie wioski (hiszp. pueblo) Celestún w 1718 r., podlegającej pobliskiemu Sisal. Kiedy w latach 70. XIX w. Sisal stracił dominującą pozycję, Celestún znalazł się w pod zarządem gminy Maxcanú. Samodzielną gminę o nazwie Celestún z siedzibą w miasteczku Celestún ustanowiono w 1918 r. Pod koniec lat 20. XX w. miał miejsce ekonomiczny rozwój miejscowości dzięki rozbudowie salin i handlowi uzuskiwaną tam solą morską. Zaledwie 10 lat później, w 1937 r., gwałtowny sztorm całkowicie zniszczył zabudowania portowe i zalał saliny, tak że produkcja soli niemal ustała. W dwa lata później mieszkańcy podjęli wysiłek obudowy salin i przez krótki czas uzyskiwali tam sól aż do roku 1949, kiedy to jej produkcja w Celestún ustała na dobre. Niegdyś doskonale prosperujące hacjendy popadły w ruinę. Dziś nadal ręcznie uzyskuję się sól tylko w niewielkich salinach w północnej części rezerwatu Reserva de la Biosfera i na południe od Celestún.

## Klimat
Ta część Jukatanu leży w strefie odpowiadającej ciepłemu klimatowi stepowemu („Bhs“ według klasyfikacji klimatów Köppena) z niewielką ilością opadów i nieznacznymi zmianami rocznej tempertury. Średnia temperatura roczna wynosi 26.4 °C, przy czym najcieplejszy bywa czerwiec, a najniższą średnią temperaturę (23.2 °C) ma styczeń. Średnie temperatury w ciągu roku wahają się zatem o 5.3 °C. Średnia opadów rocznych wynosi 732 mm; najsuchszy, ze średnią 4 mm opadów jest marzec, a najbardziej wilgotny – wrzesień ze średnim opadem 144 mm. Stosunkowo wilgotne są także czerwiec, lipiec i sierpień.

## Demografia

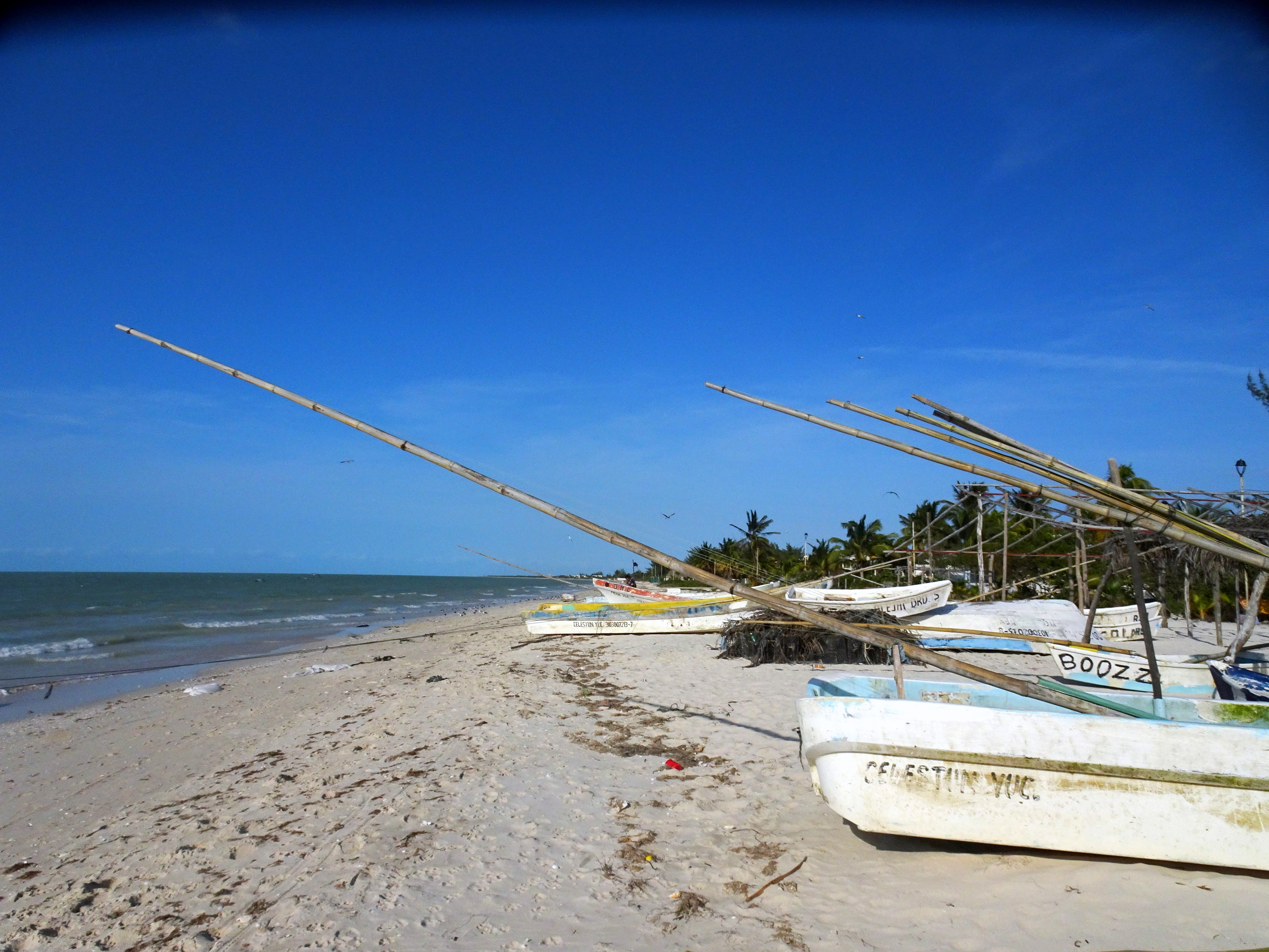
Łodzie rybackie na plaży w Celestún

Według narodowego spisu powszechnego w 2000 r. (XII Censo General de Población y Vivienda) wśród mieszkańców gminy Celestún powyżej 5 roku życia oryginalnymi językami kaqchikel lub innym majańskim posługiwało się zaledwie 435 mieszkańców.
Wszyscy mieszkańcy gminy Celestún w 2000 r. tworzyli 0,37% populacji całego stanu Jukatan. W ogólnej liczbie 6065 mieszkańców było 3115 mężczyzn i 2950 kobiet. Liczba gospodarstw domowych wynosiła 1455. Głównym zajęciami zarobkowymi są rybołówstwo i turystyka. Uprawiane są głównie agawa sizalowa i kukurydza, a hodowla na własne potrzeby obejmuje bydło, świnie i drób.
Większość mieszkańców, 4022 osoby, zdeklarowała się jako katolicy.

## Turystyka

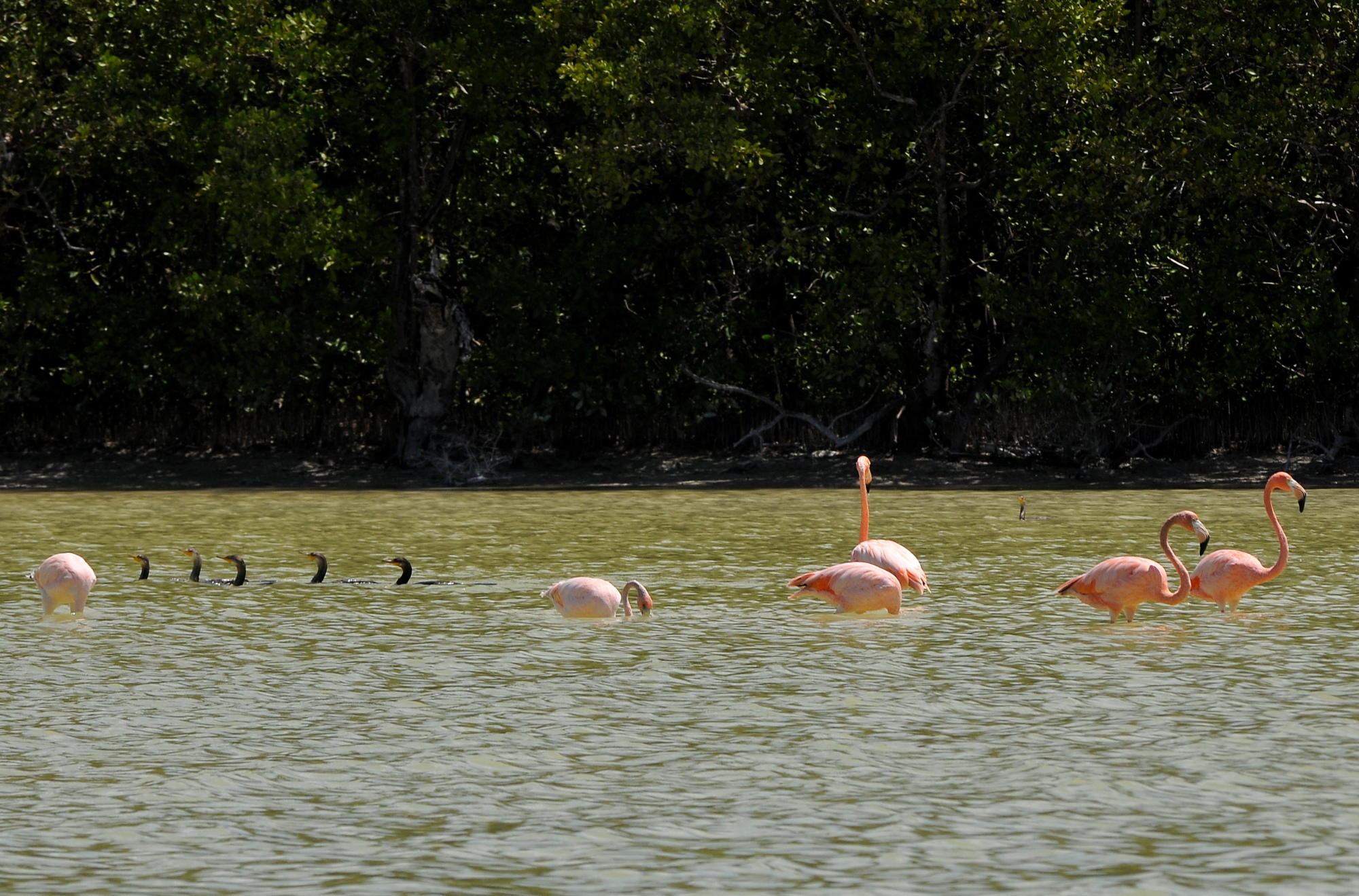
Flamingi i kormorany na tle mangrowów w pobliżu Celestún

Choć niewielka i stosunkowo mało znana gmina Celestún i sama miejscowość mają wiele do zaoferowania, szczególnie zwolennikom turystyki niemasowej. Popularną atrakcją są wyprawy łodziami w kilka rejonów rezerwatu przyrody Reserva de la Biosfera Ría Celestún (powierzchnia 600 km²), podczas których podziwiać można wielkie kolonie flamingów – jedne z największych w tej części kontynentu – a także pelikanów, czapli, kormoranów i wielu innych gatunków ptaków. Obok innych zwierząt w rezerwacie żyją też liczne gatunki chronione, np. ocelot, jaguar, czepiak. Innymi bezpośrednio dostępnymi atrakcjami są lasy namorzynowe, skamieniały las Tampetén, gdzie drzewa obumarły zalane podczas sztormu wodą morską, oraz kilka cenot.  Celestún znane jest z doskonałych restauracji serwujących owoce morza.

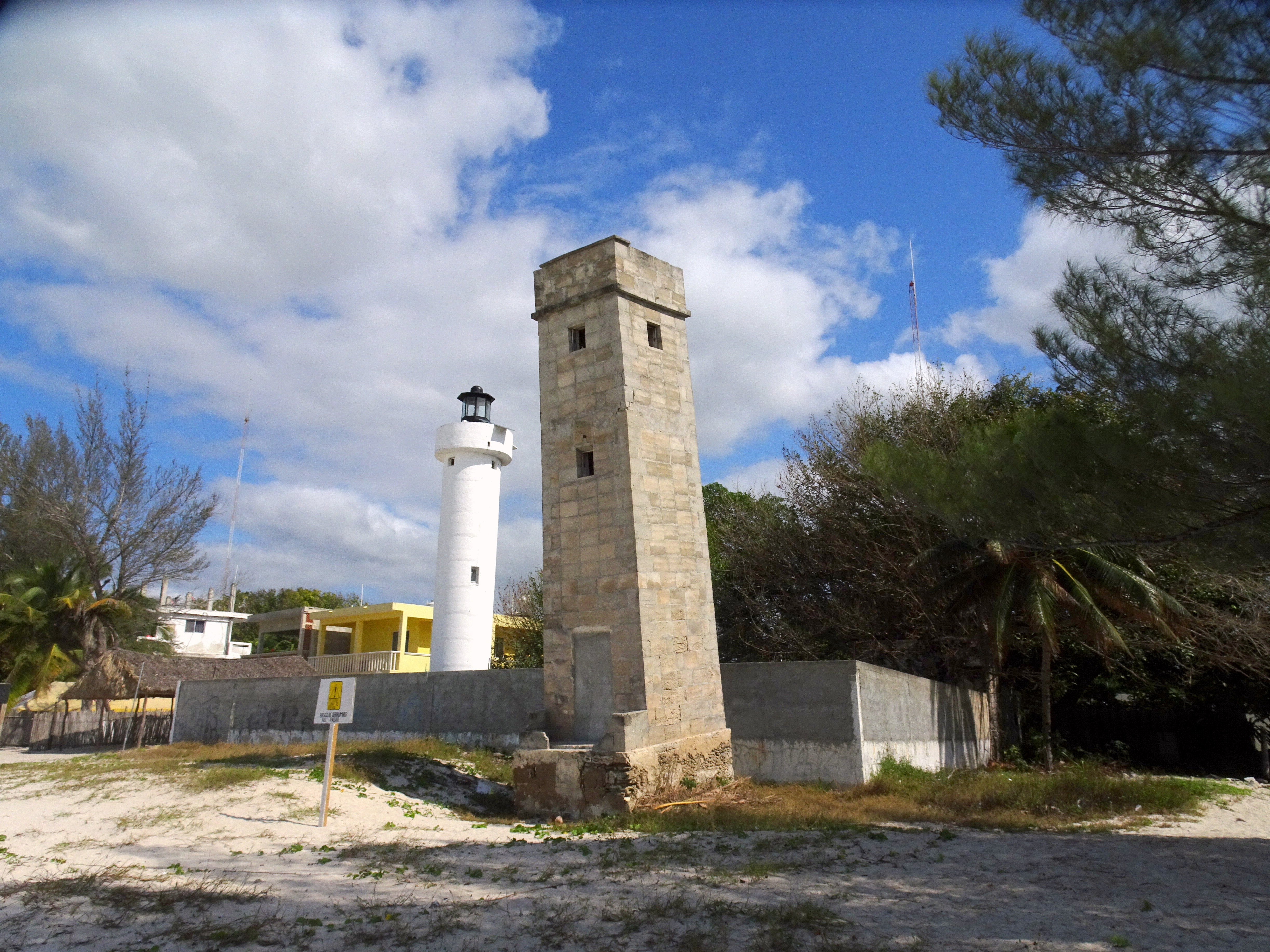
Latarnia morska przy plaży w  Celestún
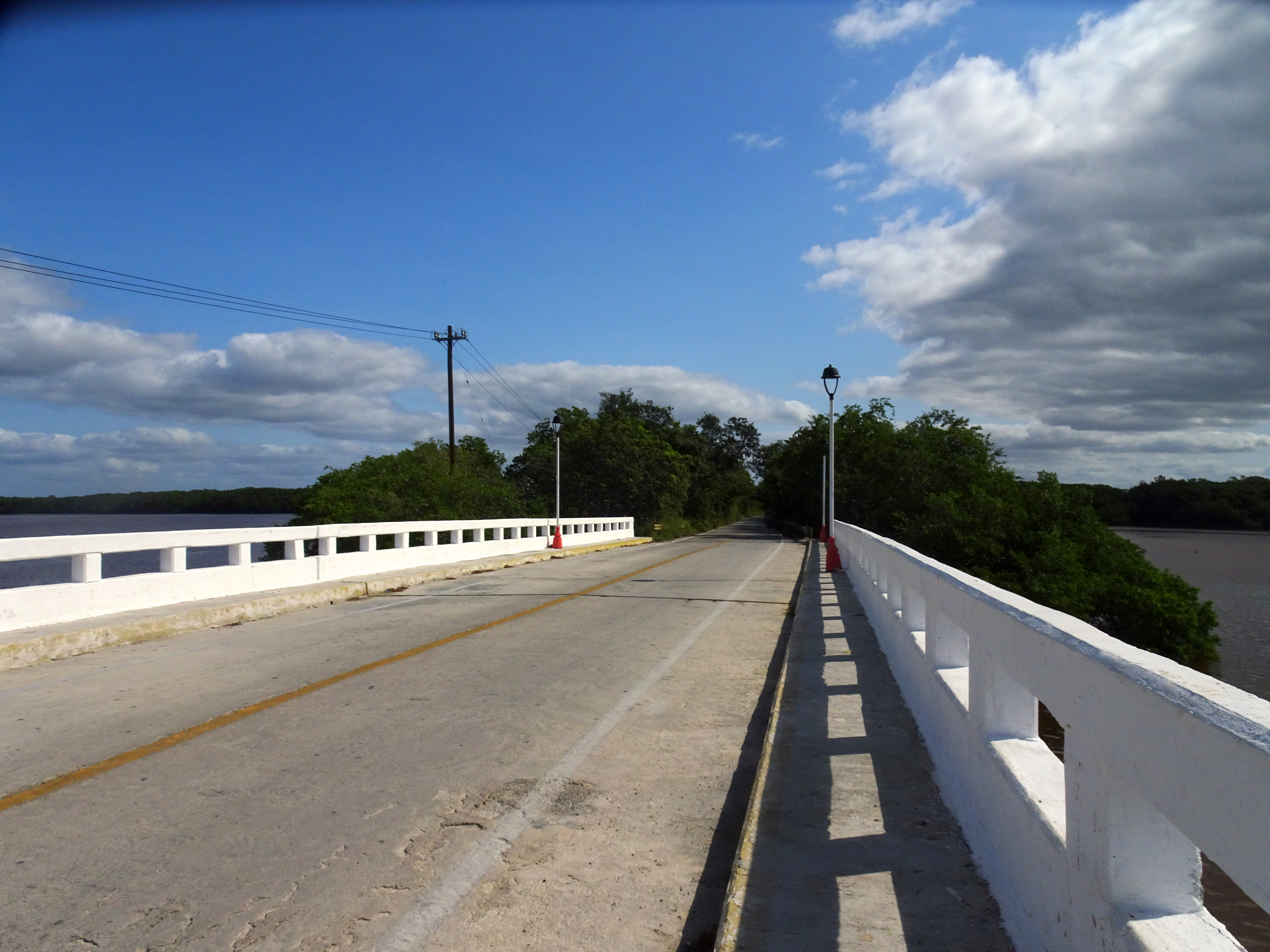
Most prowadzący na półwysep, na którym leży Celestún
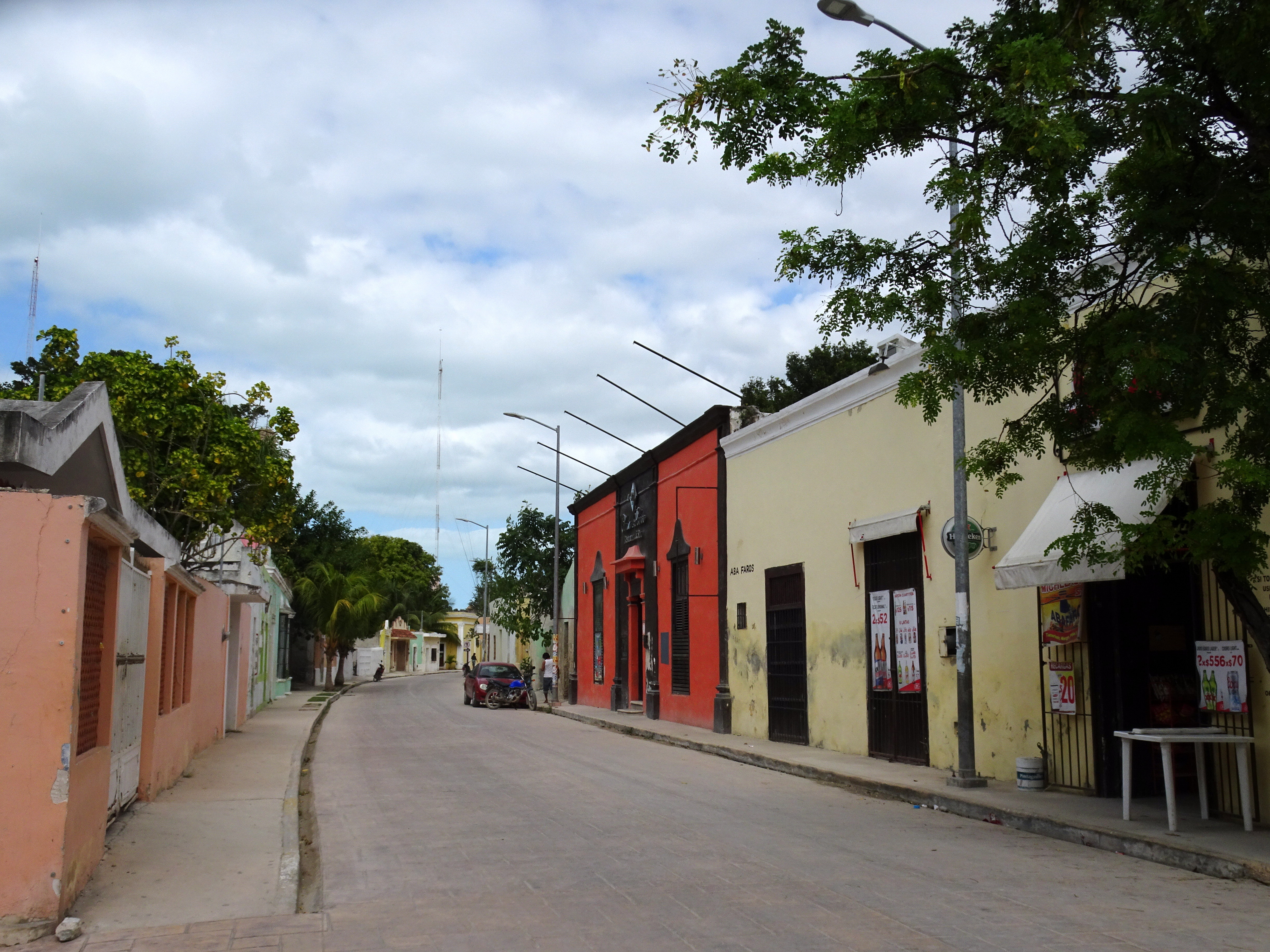
Uliczka Calle 12 w Celestún
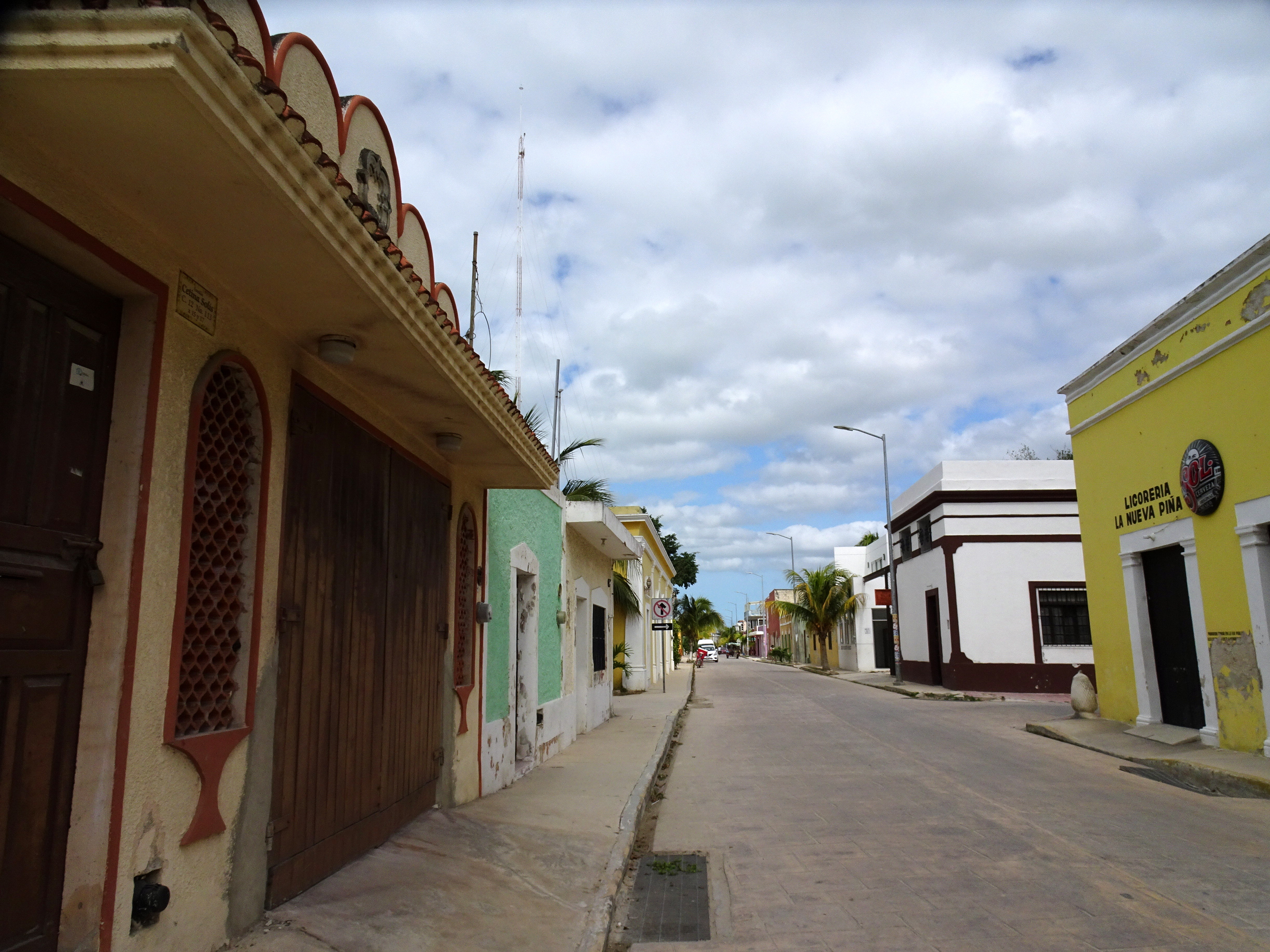
Uliczka Calle 12 w Celestún
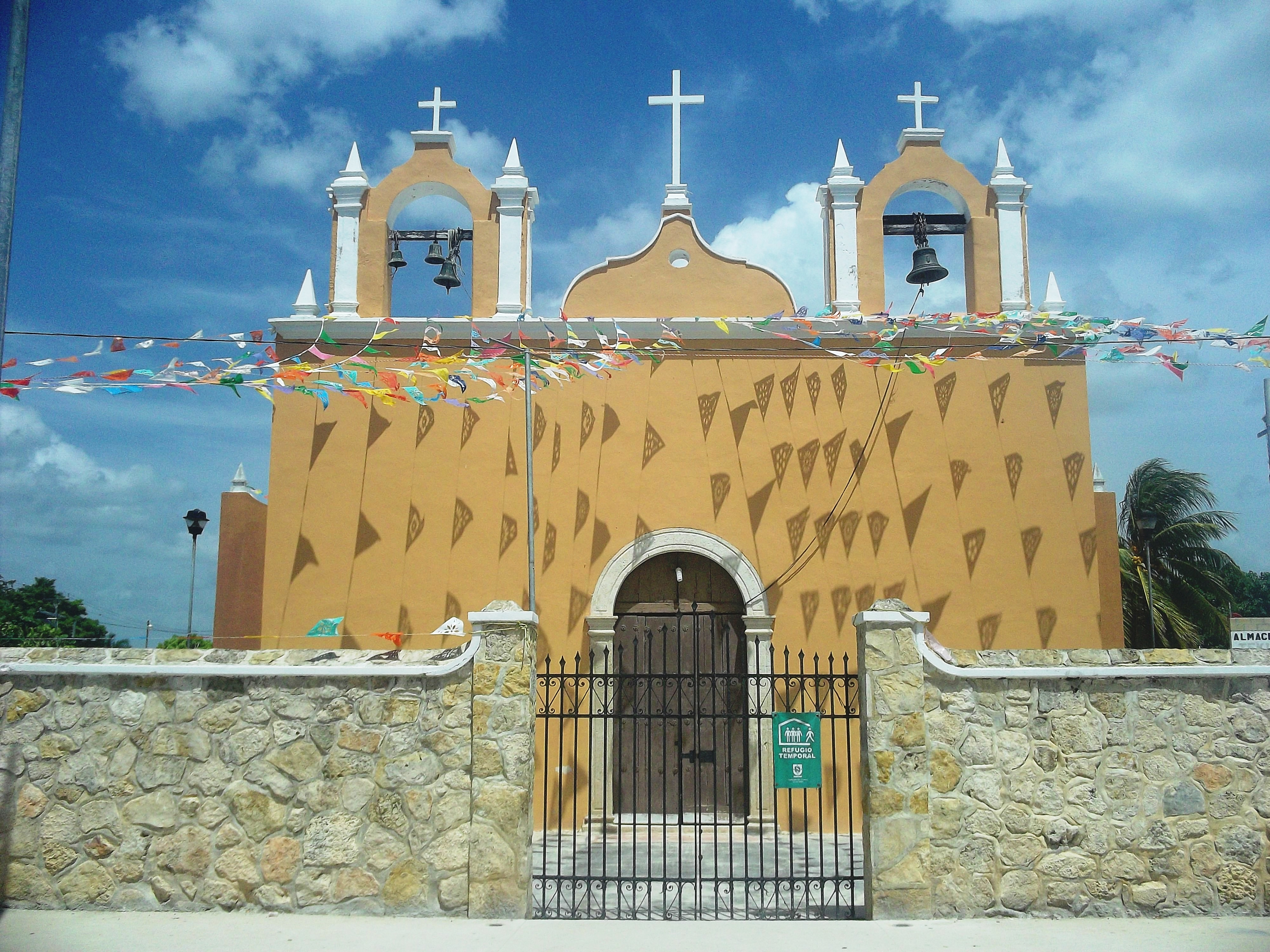
Kościół Purísima Concepción w Celestún
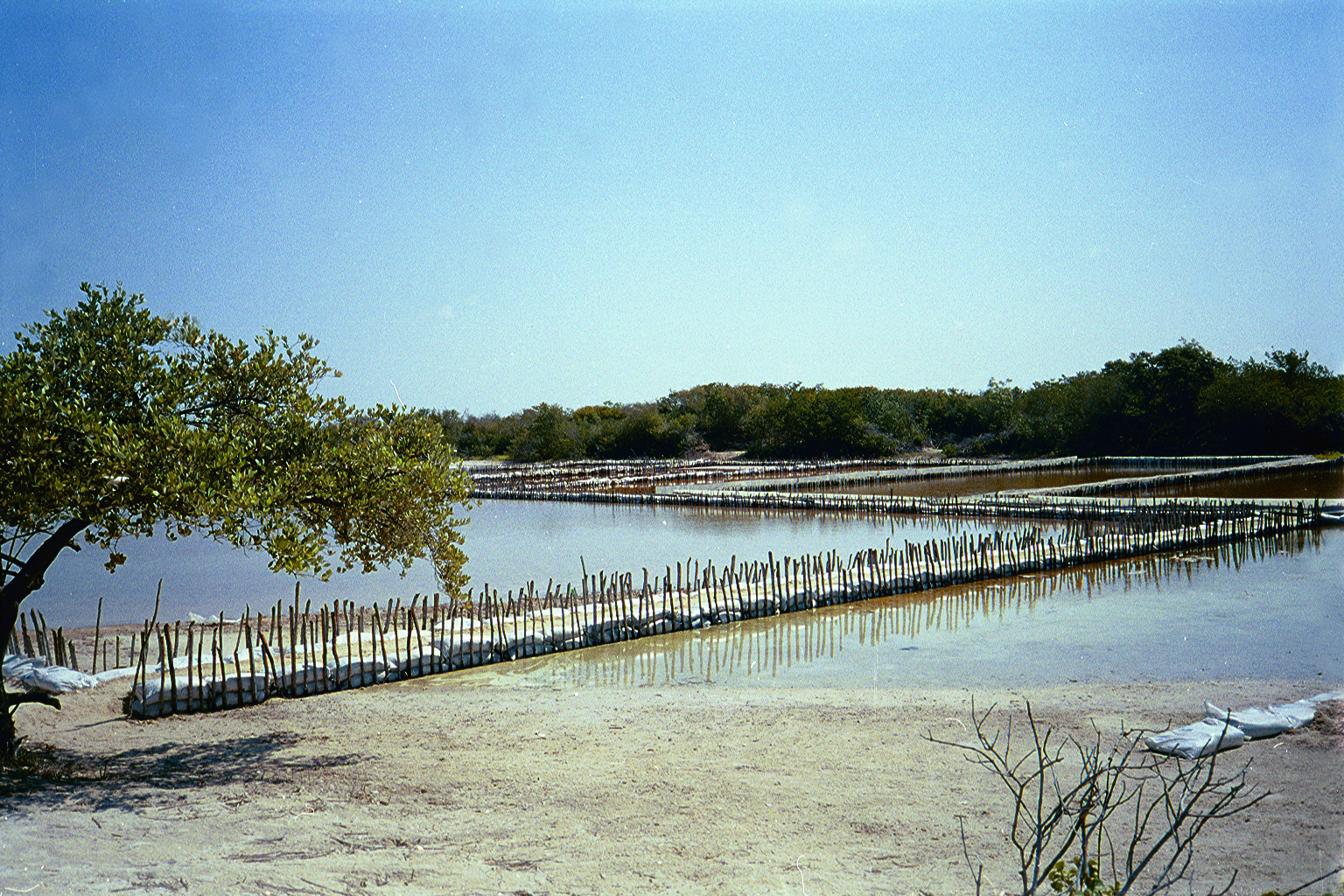
Saliny w okolicach Celestún
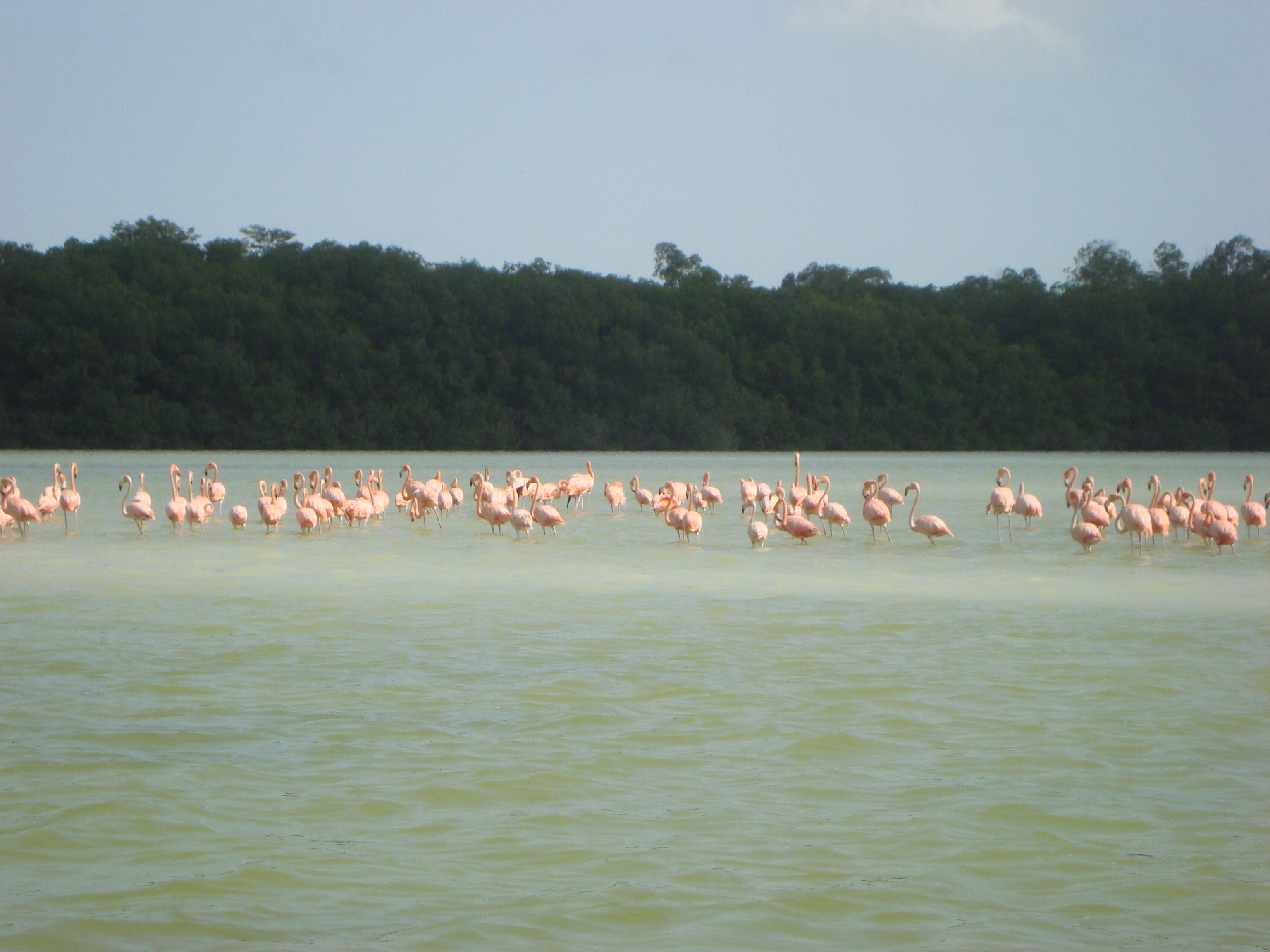
Kolonia flamingów i mangrowy w pobliżu Celestún